# Пјан дел Лот (Торино)
Пјан дел Лот је насеље у Италији у округу Торино, региону Пијемонт.
Према процени из 2011. у насељу је живело 91 становника. Насеље се налази на надморској висини од 526 м.